# Empis quadrivittata
Empis quadrivittata är en tvåvingeart som beskrevs av Lynch Arribalzaga 1878. Empis quadrivittata ingår i släktet Empis och familjen dansflugor. Inga underarter finns listade i Catalogue of Life.